# トリュフ (イラストレーター)
トリュフは、日本のイラストレーター。

## 人物
ライトノベルをはじめとする商業誌等、数々の媒体でイラスト、挿絵を描き、活躍する。1巻のイラストとキャラクターデザインを担当した『うちの娘の為ならば、俺はもしかしたら魔王も倒せるかもしれない。』は、2019年夏にアニメ化された。1巻刊行後に怪我で入院、2巻以降のイラストは景が担当している。

## 代表作
- 天眼の神子姫（著：小野上明夜）
- うちの娘の為ならば、俺はもしかしたら魔王も倒せるかもしれない。（著：CHIROLU）

他